# André Cruiziat
André Cruiziat, né à Paris le 18 octobre 1908 et mort à Saint-Germain-en-Laye le 18 août 1998, est un comptable et une figure importante du scoutisme. 
Il est connu pour avoir été l'un être le fondateur de l'association Vie Nouvelle. Il est par la suite, mis à l’écart du scoutisme pour ses prises de position sur le rôle des Amis des Scouts au sein des Scouts de France.

## Biographie
André Cruiziat devient moniteur de patronage. Petit à petit, il découvre le scoutisme et devient routier à 19 ans au clan Montalembert, puis il est chef de troupe à la 100e Paris. C'est à cette occasion qu'il fonde le clan Don Bosco à Paris.
En 1928, il est mobilisé pour son service militaire à Mayence et est démobilisé en 1930 comme sous-lieutenant.
En 1931-1932 il est chef de troupe de la 27e Paris, puis chef de groupe en 1932-1934 ainsi qu'animateur des camps du Breuil avec Pierre Goutet. C'est à cette occasion qu'il apprend que le clan Don Bosco rend service dans les cités pour y faire vivre un christianisme social.
Durant la même période, il est assistant d'Édouard de Macedo pour la Route.
En 1934, il reste assistant du commissaire national route qui devient Pierre Goutet et se lie d'amitié avec Paul Doncœur.
À la suite d'une réorganisation pour éviter la dualité entre le quartier-général (QG) Scouts de France et la province d'Île-de-France, André Cruiziat n'est plus assistant de province à compter du 1er octobre 1935.
Il se marie avec Françoise Blanchard, cheftaine de Guides de France en janvier 1936, année où il obtient le badge de bois.
En 1938, il est nommé par le général Joseph Lafont commissaire à la propagande pour le Scoutisme. Il commence alors à s'intéresser aux Amis des Scouts ainsi qu'aux actions de Léon Chancerel et Pierre Schaeffer.

### Seconde Guerre Mondiale
En 1939, André Cruiziat est mobilisé comme lieutenant de réserve, il rejoint son unité dans l’Aisne, puis au camp de Ruchard et enfin au bataillon  d'Afrique de Montdauphin dans les Alpes.
Démobilisé en 1940, il rejoint Henry Dhavernas au ministère de la Famille où il s'investit dans les Compagnons de France, il occupe une position clé dans ce mouvement de sa création à sa dissolution en janvier 1944. Principal collaborateur du Chef Compagnon, responsable de la propagande puis de la maîtrise du compagnonnage, c'est à cette occasion qu'il rencontre Emmanuel Mounier et Maurice Montuclard.
Durant cette période, il reste en lien avec le QG des Scouts de France qui est basé à Lyon où il propose au Commissaire général Eugène Dary un regroupement d'anciens scouts qui rendent service ensemble pour aider les gens dans la période de guerre. Ce sont les bases des "Amitiés Scoutes".
En 1942, il s'implique dans la création du Pèlerinage des Routiers Scouts de France, organisé par Paul Doncœur et participe à toutes les activités de l’équipe nationale Route des scouts de France.
En 1944, après la dissolution des Compagnons de France, il rejoint sa famille en Savoie et prend contact avec le maquis.

### Après Guerre
Après la Libération, comme membre du comité national SDF, il prend en charge les Amitiés des scouts et guides (créées en 1941-1942). Or le fait d'étendre les Amitiés Scoutes aux Guides provoque des tensions avec Pierre Delsuc puis son successeur Georges Gauthier. De ce fait André Cruiziat et Pierre Goutet poursuivent leur expérimentation en dehors du mouvement scout ce qui aboutira à la création de la Vie nouvelle en 1947 (association de réflexion politique et sociale chrétienne).
Dans la même veine, il fondera pour les routiers SDF le Cercle politique, économique et social de la route d'Île-de-France, et s'opposera de façon virulente à Louis Faurobert.
Assistant commissaire national route, il reste au comité national jusqu’en 1968, proche de Michel Rigal sur lequel il aurait eu beaucoup d'influence.

### Vie Nouvelle
Vie Nouvelle lancée, l'association englobe toutes les parties de la vie humaine à savoir la vie spirituelle, la vie personnelle et la vie politique. Durant une trentaine d'années l'association se développe et se construit. Durant cette période, Goutet se consacre au maintien de l'association pendant qu'André Cruiziat est responsable des sections Tiers-Monde (développement des idées de Vie Nouvelle dans les pays d'Afrique du Nord) et de la section « Communautaire » (volonté de création d'une élite de la vie nouvelle).
En 1958, au début de la guerre d'Algérie, des tensions se créent au niveau de l'équipe de tête et aboutissent à la séparation du duo Cruiziat/Goutet. Pourtant Cruiziat gardera ses fonctions dans la section tiers-monde jusqu'en 1970.
Il meurt à Saint-Germain-en-Laye le 18 août 1998,.